# Río Queule
Río Queule är ett vattendrag  i Chile.   Det ligger i regionen Región de la Araucanía, i den södra delen av landet, 700 km söder om huvudstaden Santiago de Chile.
I omgivningen kring Río Queule växer i huvudsak blandskog och området är  glesbefolkat, med 10 invånare per kvadratkilometer.